# Zymohirja
Zymohirja (ukr. Зимогір'я) – miasto na Ukrainie w obwodzie ługańskim.
Stacja kolejowa.

## Historia
Miasto od 1961.
W 1989 liczyło 12 710 mieszkańców.
W 2013 liczyło 9949 mieszkańców.
Od rozpoczęcia konfliktu w Donbasie w 2014 miasto jest pod kontrolą Ługańskiej Republiki Ludowej.